# 苣荬菜
苣荬菜（学名：Sonchus arvensis）是菊科苦苣菜属的植物。分布在全球以及中国大陆的贵州、湖北、广西、福建、宁夏、新疆、云南、陕西、湖南、四川等地，生长于海拔300米至2,300米的地区，多生长在林间草地、山坡草地、潮湿地和近水旁，目前尚未由人工引种栽培。

## 异名
- Sonchus wightianus DC.

## 外部連結
- 苣蕒菜 Jumaicai （页面存档备份，存于） 藥用植物圖像資料庫 (香港浸會大學中醫藥學院) （繁體中文）（英文）